# T3100
T3100は東芝から発売されたラップトップパソコン。1986年1月に英国のウィッチ・コンピューター・ショウ (Which Computer? Show) で発表され、ヨーロッパ、米国向けに販売された。日本では本機に漢字ROMを装着して対応ソフトとの組み合わせで日本語を表示できるようにしたJ-3100が発売された。

## ハードウェア
T3100は東芝が欧州で前年に発売したT1100の後継機で、10MBのハードディスク、8MHz Intel 80286 CPU、最大640x400ピクセルの9.6インチガスプラズマディスプレイを搭載していた。
T3100は当時としては特殊な640x400画面モード（オリベッティ・AT&T 6300グラフィックと互換性がある）を備えていた。単一の独自拡張スロットを搭載し、1200bpsモデム、8ビットISAカードを5枚装着できる拡張ユニット、イーサネットカード、2400bpsモデム、また1MBメモリカード（最大計2.6MB）が用意されていた。
T3100は最終モデル以外は外部電源を必要としたため、真のポータブル機ではなかった。
T3100には次の5つのモデルが存在した。
- T3100/20 - T3100に似ているが、10MBのハードディスクを20MBに増量。
- T3100e - 80286 12MHz、1MB RAM、20MBハードディスクを搭載。
- T3100e/40 - T3100eと同じだが、より大きな40MBのハードディスクを搭載。
- T3100SX - i386SX 16MHz、1MB RAM、40MBまたは80MBのハードディスクを搭載し、充電可能なバッテリを内蔵して真のポータビリティを備えていた。

## 開発
当時の液晶ディスプレイは応答速度に難があったため、プラズマディスプレイを採用。ディスプレイの製造は数社の候補から最も安い価格での合意が見込める松下電子工業が選定された。ハードディスクは5インチが主流であった中、ハードディスク事業に参入したばかりの日本ビクターが3.5インチハードディスクの開発に協力的であったことから選ばれた。量産にあたっては端子間隔0.65mm幅の1万ゲートクラスASICを実装するために、生産技術研究所で新たに機械を開発した。

## 評価
デスクトップパソコンのIBM PC/AT (80286 6/8MHz) を上回る性能をコンパクトな筐体で実現したことで、PC Magazine誌においてTechnical Excellence賞（ポータブルコンピュータ部門）を受賞。また、Byte誌からは "The king of Laptop" の称号が与えられた。東芝は1987年のヨーロッパにおける13万台のポータブルPC市場にて40%のシェアを獲得した。これら日本国外での評価は、日本アシュトンテイトがdBASE IIIをJ-3100に移植する判断材料になるなど、J-3100の販売を促進した遠因の一つになった。